# اوروپرفیرینوژن III
اوروپرفیرینوژن III (به انگلیسی: Uroporphyrinogen III) با فرمول شیمیایی C40H44N4O16 یک ترکیب شیمیایی با شناسه پاب‌کم 1179 است. که جرم مولی آن ۸۳۶٫۷۹۵ گرم بر مول می‌باشد. 